# 洪鐘宇

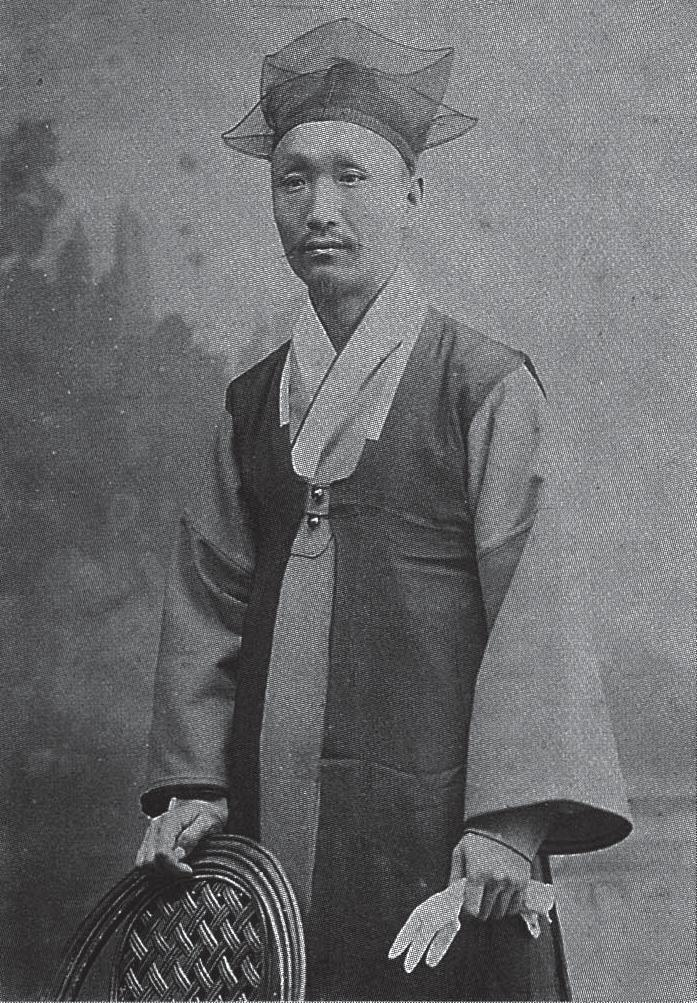
洪 鍾宇 1895年

洪 鍾宇（こう しょうう、홍종우、ホン・ジョンウ、1850年 - 1913年（推定）） は、李氏朝鮮末期の両班。議政府参事の洪在源の子。豊かな家に産まれ、日本の開化に関心を持ち日本へ私費留学、さらに日本人の支援でフランスに留学、日本帰国後に開化派と接近出来ることから亡命中の開化派の著名な主導者金玉均の暗殺を閔妃側の人物より依頼された。清国に誘い出して金玉均を暗殺。清国から朝鮮に返還され、論功により官吏に任用されたものの、日本の朝鮮進出の激動の中で権力抗争もあって退けられ、一時は親フランス派の巨頭と目されるまでになったこともあるが、最終的に済州島牧使という地方高官の地位を得るにとどまった。そのため、フランスへと愛人と失意の内に去った以降は記録が残ってない。字は聲粛、号は羽亭。本貫は南陽。日本留学中は大阪で朝日新聞社の植字工（印刷工）を務めたこともあるが、まもなくやめ、自由党土佐派の民権運動に参加している。

## 人物

### 生い立ち
両班層である議政府参事の洪在源の子として、京畿道安山の豊かな家で生まれた。1886年に日本に渡り、たちまち日本語に習熟、大阪で朝日新聞社の植字工として働くまでになったが、やがてこれをやめ、自由党側の民権運動家となり、さらに1890年にフランスに私費留学した。当時の朝鮮政府による公費留学生の指定先は米国と日本だけで、フランス留学には九州の篤志家の援助があったとも金玉均暗殺後に日本の新聞で報じられている。このため、朝鮮人初のフランス留学生と言われている。博物館で働きながら西欧文明に触れたが、朝鮮王朝の中央高官になる夢を持っていた。しかし、朝鮮王朝下で高位に上がるには国王・皇后の推薦が必要であり、つてのない洪は諦めていた。なお、この留学時の洪のフランス語は十分なものでなかったが、その後も修練を続けてかなりの語学力となり、彼がのちに朝鮮のフランス派の巨頭となったのはこのときの影響だともされている。

### 金玉均の暗殺

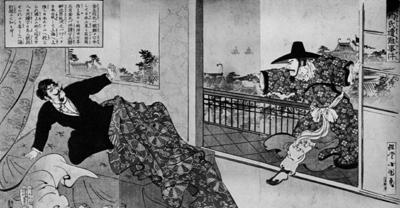
金玉均暗殺当時、日本の新聞社に掲載された記事とイラスト

甲申政変で自分を苦境に陥れた金玉均・朴泳孝考への復讐に燃えていた朝鮮王妃閔妃は、金・朴らに接近して彼らを暗殺できる刺客を求めていた。大金を所持し来日した李逸植は、単身で複数を殺害することに困難を感じ、協力者を探したが、金らと同じ親日改革派の人間に暗殺させれば日韓関係を害さないとみて洪に着目した。李は、金・朴らを逆賊であるとし、彼らが平和を害しているとして、巧みに洪の彼らへの怒りを煽って勧誘した（李自身は朴暗殺を謀ったが朴らに発覚し着手にもいかないまま失敗したため殺人未遂とならず、国外における外国人間の殺人に日本の刑法が適用できないことから洪が無罪となったため洪への謀殺幇助等も裁判で無罪となる。）。遂には、李は朝鮮国王の勅命を受けた、報酬も少なくないと称して、洪に金暗殺に同意させた。その際に李が用いた勅書は李が日本で偽造したものであることが後に発覚している。姜在彦は、フランスから帰って日本で生活中の洪に刺客の勧誘があり、洪も閔妃の推薦を受けて官職を得たかったため引き受けたとしている。
1894年（明治27年）、洪は甲申政変に失敗して日本に亡命中の金玉均に接近。清国公使館員の呉葆仁にも協力させ、李鴻章と会談できると騙して上海に誘引し、同行した東和洋行ホテルにおいてピストルで銃撃、暗殺した。
清国警察の尋問に対して、洪鍾宇は「自分は朝鮮王の勅命で行動しており、金玉均は親日派として逆賊であり、清国の敵でもある」と弁明した。洪鍾宇は形式的に逮捕されたが、釈放された。金玉均の死体は清国軍艦で朝鮮に返され、死後に朝鮮王朝で死刑宣告を受け、凌遅刑の後に四肢を裂かれ、頭は市場に晒された。これは金を支援していた福沢諭吉を激怒させ、朝鮮の文明開化による自立は不可能であると認識を改め、1885年（明治18年）2月23日と2月26日の「朝鮮独立党の処刑（前・後）」という論説では、金玉均ら改革派の三親等の一族を処刑し遺体を晒したこと、凌遅刑と朝鮮の体制を激しく非難し、金ら朝鮮改革派の死を涙している。日本の国権派は、この事件を、日本の客人たる金玉均を暗殺したものの処分を曖昧にしたとして、清国への日本国民の怒りを掻き立て、日本政府に戦争への圧力をかけることに利用、日清戦争の気運を高めていく。その中には、他ならぬ金玉均の清国行きに尽力したとみられる頭山満などもいた。また、自由党では、もし朝鮮国王勅書が事実であれば黙視できない、政府の処置次第では運動を興すべきとの議論が行われている。

### 帰国後
帰国した洪鍾宇は閔妃の歓迎を受け、その功績で地方裁判所の長官に任ぜられ、舎宅を与えられた。なお、洪自身は、帰国直後に甲申事変で金玉均の命で殺害された６人の家族が仇をとってくれたとして感謝の宴を催そうとしたとき、最終的には断り切れず受けたものの、自身が金を討ったのは、諸侯の私敵を討つためでもなければ、国の公敵というだけでもなく、金玉均の存在が朝鮮・日本・清国の融和を乱すからであったからだと語って、たびたび断っている。
朝鮮王朝が独立協会弾圧のために設立させた皇国協会の幹部になったり、絶対王政から立憲君主政治への改革を主張する独立協会の李承晩を逮捕し、裁判で死刑を求刑した（李承晩は終身刑に減刑され、その後脱獄してアメリカに亡命し、朝鮮独立後の1945年に朝鮮半島南部に帰国、韓国初代大統領となっている。）。
日本をはじめとする外国勢力の朝鮮進出の中で派閥抗争も激化、洪は失脚するも、やがて親フランス派の領袖と目されている。
洪は、かつて彼の叔父がつとめていたこともある済州島の長官の任を与えられた。当時は、日本の新聞の中には「済州島民は日本への併合を望んでいる」といった記事を載せるものもあった時期で、済州島の日本人商人や日本人住民の動向も不穏であった。洪は、日本人追放を発表した（日本側からの反対を受けて後に撤回）。さらに要職を望んだが朝鮮王朝に拒否されたので、失意の内に愛人を連れてパリに旅立った。朝鮮王朝から開化派暗殺という役割を果たした後は用済みとされ、以後の消息は不明となっている。日韓併合後の1913年には没したとされる。

## 参考資料
- 내가 は김옥균을 쏜 [1]이유 최초의 프랑스 유학생 홍종우 KBS 2007.8.18放送(私が金玉均を撃った理由-最初のフランスの留学生 洪鍾宇)
- 『그래서 나는 김옥균을 쏘았다』（だから私は金玉均を撃った）趙宰坤 著、ISBN 8991510116、ISBN 9788991510111。